# Escarapel·la aeronàutica

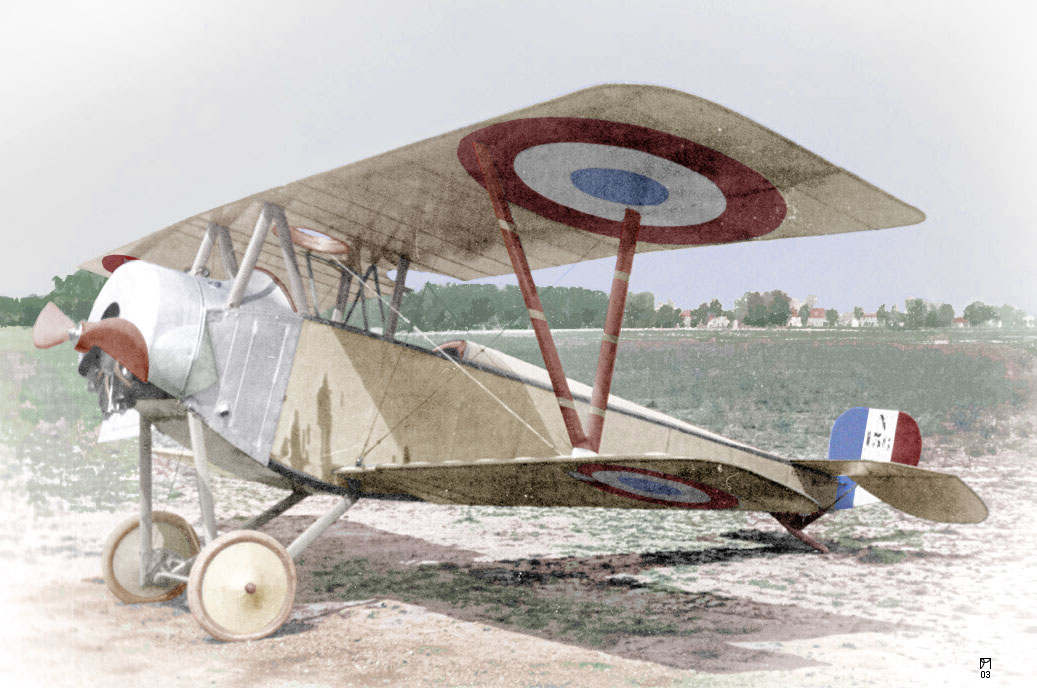
Avió francès Nieuport 10 utilitzat a la I Guerra Mundial amb grans escarapel·les a l'ala.

L'escarapel·la aeronàutica o emblema militar aeronàutic és l'emblema aeronàutic militar de nacionalitat, generalment de forma circular, i s'utilitza en les diverses forces aèries com a distintiu per a indicar la nacionalitat en els avions o aeronaus, que, a causa de la velocitat a què arriben, no poden fer onejar banderes en la forma tradicional.
El nom prové de l'exèrcit de l'aire francès, el primer a estandarditzar els emblemes d'aeronau, cosa que feu el 1912 tot basant-se en l'escarapel·la nacional francesa tradicional. Una minoria d'estats usen o han usat escarapel·les aeronàutiques de forma altra que circular, com estels, creus, quadres o triangles.

## Escarapel·les actuals de forces aèries nacionals

### Àfrica

Algèria. Força Aèria Algeriana.
Angola. Força Nacional Aèria.
Benín.
Botswana. Força de Defensa de Botswana Ala Aèria.
Burkina Faso. Força Aèria de Burkina Faso.
Burundi.
Camerun. Força Aèria del Camerun.
Congo, República Força Aèria Congolesa.
Congo, Rep. Democràtica Força Aèria de la República Democràtica del Congo
Costa d'Ivori. Forces Armades de la República de Costa d'Ivori.
Djibouti. Força Aèria de Djibouti.
Egipte. Força Aèrea Egipcia.
Eritrea. Força Aèria d'Eritrea.
Etiòpia. Força Aèria d'Etiòpia.
Gabon. Forces Armades Gaboneses.
Ghana. Força Aèria de Ghana.
Guinea. Forces Armades de la República de Guinea.
Guinea-Bissau. Forces Armades de Guinea Bissau.
Guinea Equatorial. Forces Armades de Guinea Equatorial.
Kènia. Força Aèria de Kènia.
Lesotho. Força de Defensa de Lesotho.
Libèria.
Líbia. Força Aèria de Líbia.
Malawi. Força de Defensa de Malawi.
Mali. Força Aèria de la República de Mali.
Marroc. Reial Força Aèria Marroquina.
Maurici, República de.
Mauritània. Força Aèria Islàmica de Mauritània.
Moçambic.Forces Armades de Defensa de Moçambic.
Níger. Forces Armades de Níger.
Nigèria. Força Aèria Nigeriana.
Nigèria. Armada Nigeriana, aviació naval.
República Centreafricana. Força Aèria de la República Centreafricana.
Ruanda. Forces Ruandeses de Defensa.
Senegal. Exèrcit de l'Aire del Senegal.
Seychelles. Força de Defensa Popular de Seychelles.
Sierra Leone. Forces Armades de la República de Sierra Leone.
Síria. Força Aèria Àrab Siriana.
Somàlia.
Sud-àfrica. Força Aèria Sud-africana.
Sudan. Força Aèria Sudanesa.
Tanzània. Força Aèria de Tanzània.
Togo. Forces Armades Togoleses.
Tunísia. Força Aèria de Tunísia.
Txad. Força Aèria Txadiana.
Uganda. Força de Defensa Popular d'Uganda.
Zàmbia. Força Aèria de Zàmbia.
Zimbabwe. Força Aèria de Zimbabwe.

### Amèrica

Argentina. Força Aèria Argentina.
Argentina. Comandament de l'Aviació Naval.
Bahames. Reial Força de Defensa de les Bahames.
Belize.Força de Defensa de Belize.
Bolívia Força Aèria Boliviana.
Brasil. Força Aèria Brasilera.
Brasil. Aviació Naval Brasilera.
Brasil. Aviació de l'Exèrcit del Brasil.
Canadà. Reial Força Aèria Canadenca.
Colòmbia. Força Aèria Colombiana.
Colòmbia. Aviació naval.
Cuba. Forces Armades Revolucionàries de Cuba.
Equador. Força aèria equatoriana.
Equador. Aviació naval.
El Salvador. Força Aèria Salvadorenya.
Estats Units d'Amèrica. Forces Aèries dels Estats Units d'Amèrica.
Guatemala. Força Aèrea Guatemalteca.
Guyana. Força de Defensa de Guyana.
Hondures. Força Aèria Hondurenya.
Jamaica. Fprça de Defensa Jamaicana.
Mèxic. Força Aèria Mexicana.
Mèxic. Aviació Naval Mexicana.
Nicaragua. Forces Armades de Nicaragua.
Panamà. Servei Nacional Aeronaval.
Paraguai. Força Aèria Paraguaia.
Perú. Força Aèria del Perú.
Perú. Armada peruana, aviació naval.
República Dominicana. Força Aèria Dominicana.
Surinam. Força Aèria de Surinam.
Trinitat i Tobago. Guàrdia Aèria de Trinitat i Tobago.
Uruguai. Força Aèria Uruguaiana.
Uruguai. Forces Armades de l'Uruguai, aviació naval.
Veneçuela. Aviació Militar Nacional Bolivariana.
Veneçuela. Armada Nacional de Veneçuela, aviació naval.
Xile. Força Aèria Xilena.

### Àsia

Afganistan. Força Aèria Afganesa.
Aràbia Saudita. Reial Força Aèria Saudita.
Armènia. Força Aèria d'Armènia.
Azerbaidjan. Força Aèria de l'Azerbaidjan.
Bahrain. Reial Força Aèria de Bahrain.
Bangladesh. Força Aèria de Bangladesh.
Bhutan.
Brunei. Reial Força Aèria de Brunei.
Cambodja. Reial Força Aèria de Cambodja.
Corea del Nord. Força Aèria de l'Exèrcit Popular de Corea.
Corea del Sud. Força Aèria de la República de Corea.
Emirats Àrabs Units. Força Aèria dels Emirats Àrabs Units.
Filipines. Força Aèria Filipina.
Geòrgia. Força Aèria Georgiana.
Iemen. Força Aèria Iemenita.
Índia. Força Aèria Índia.
Indonèsia. Força Aèria de l'Exèrcit Nacional d'Indonèsia.
Indonèsia. Exèrcit Indonesi, aviació de l'exèrcit de terra.
Indonèsia. Marina Indonèsia, aviación naval.
Iran. Força Aèria de la República Islàmica de l'Iran.
Israel. Força Aèria Israeliana.
Japó. Força Aèria d'Autodefensa del Japó.
Jordània. Reial Força Aèria Jordana.
Kazakhstan Forces Armades de la República del Kazakhstan.
Kirguizstan. Forces Armades de la República del Kirguizstan.
Kuwait. Força Aèria de Kuwait.
Laos.
Líban. Forces Armades del Líban.
Malàisia. Reial Forçaa Aèria de Malàsia.
Malàisia. Reial Armada de Malàisia, aviació naval.
Maldives. Força de Defensa Nacional de Maldives.
Mongòlia. Força Aèria Mongola.
Myanmar. Força Aèria de Myanmar.
Nepal. Servei Aeri de l'Exèrcit de Nepal.
Oman. Reial Força Aèria d'Oman.
Oman. Reial Força Aèria d'Oman, alternatiu.
Pakistan. Força Aèria del Pakistan.
Qatar. Força Aèria de Qatar.
Sri Lanka. Força Aèria de Sri Lanka.
Tailàndia. Reial Força Aèria Tailandesa.
Tadjikistan. Forces Armades del Tadjikistan.
Turkmenistan. Forces Armades del Turkmenistan.
Turquia. Força Aèria Turca.
Uzbekistan. Força Aèria i Defensa Aèria Uzbeka.
Vietnam. Força Aèria Popular del Vietnam.
Xina, República. Força Aèria de la República de la Xina.
Xina, Rep. Popular. Força Aèria de l'Exèrcit Popular d'Alliberament.

### Europa

Albània. Força Aèria Albanesa.
Alemanya. Luftwaffe.
Àustria. Força Aèria Austríaca.
Bèlgica. Component Aeri de l'Exèrcit Belga.
Belarús. Força Aèria i Defensa Aèria de Belarús.
Bòsnia i Hercegovina. Força Aèria i Defensa antiaèria de Bòsnia i Hercegovina.
Bulgària. Força Aèria de Bulgària.
Croàcia. Força Aèria i Defensa Aèria Croata.
Dinamarca. Reial Força Aèria de Dinamarca.
Eslovàquia. Força Aèria Eslovaca.
Eslovènia. Brigada d'Aviació i Defensa Aèria de l'Exèrcit Eslovè.
Espanya. Exèrcit de l'Aire i de l'Espai espanyol.
Estònia. Força Aèria d'Estònia.
Finlàndia. Força Aèria Finlandesa.
França. Exèrcit de l'aire francès.
França. Força Marítima de l'Aeronàutica Naval.
Grècia. Força Aèria Hel·lena.
Hongria. Força Aèria Hongaresa.
Irlanda. Cos Aèri Irlandès.
Islàndia.
Itàlia. Aeronautica Militare Italiana.
Letònia. Força Aèria Letona.
Lituània. Força Aèria Lituana.
Macedònia del Nord. Força Aèria Macedònia.
Malta. Ala Aèria de les Forces Armades de Malta.
Moldàvia. Força Aèria Moldava.
Montenegro. Força Aèria Montenegrina.
Noruega. Reial Força Aèria Noruega.
Països Baixos. Reial Força Aèria dels Països Baixos.
Polònia. Força Aèria Polonesa.
Polònia. Guàrdia Fronterera.
Portugal. Força Aèria Portuguesa.
Regne Unit. Reial Força Aèria.
República Txeca. Força Aèria de l'Exèrcit de la República Txeca.
Romania. Força Aèria Romanesa.
Rússia. Força Aèria russa.
Sèrbia. Força Aèria i Defensa Aèria Sèrbia.
Suècia. Força Aèria Sueca.
Suïssa. Força Aèria Suïssa.
Ucraïna. Força Aèria Ucraïnesa.
Ucraïna. Força Aèria Ucraïnesa, aviació naval.

### Oceania

Austràlia. Reial Força Aèria Australiana.
Nova Zelanda. Reial Força Aèria de Nova Zelanda.
Papua Nova Guinea. Força de Defensa de Papua Nova Guinea.

## Escarapel·les de països no reconegut internacionalment

Abkhàzia.
Transnístria.

## Escarapel·les transnacionals

Unión Europea. EUROFOR
Consorci Europeu Aeronàutic.
ONU
OTAN

## Escarapel·les civils

Defensa civil/Protecció civil

## Escarapel·les històriques o en desús

Afganistan, regne (1924-1929)[2]
Afganistan, regne (1928-1929)[3]
Afganistan, regne (1929-1965)
Afganistan (1965-1978)
Afganistan, Rep. Democràtica ((1979-1983)
Afganistan, Rep. Democràtica (1983-1992)
Afganistan, Estat Islàmic (1992-2002)
Albània (1962-1992)
Alemanya (1914-1918)
Alemanya (1918-1945)
Alemanya, Rep. Popular (1956-1990)
Algèria (1962-1964)
Angola (1975-1980)
Angola (1980-2011)
Argentina (aviació naval)
Austràlia (1942-1946)
Austrohongarès, imperi (1914–1916)
Austrohongarès, imperi (1918)
Benin, Rep. Popular (1975-1990)
Biafra (1967-1970)
Bophuthatswana (1987-1994)
Brasil (1943–1945)
Bulgària, regne (1915-1918)
Bulgària, regne (1938-1941)
Bulgària, regne (1941-1944)
Bulgària, regne (1944-1946)
Bulgària, Rep. Popular (1946-1992)
Cambodja (1970-1975)
Combodja (1989–1993)
Canadà (1946-1965)
Colòmbia (1927-1953)
Congo, Rep. Popular (19070)
Corea del sud (1949-2005)
Costa Rica (1964-1994)
Croàcia, estat independent (1941-1944)
Croàcia, estat independent (1944-1945)
Croàcia (1991-1994)
Cuba (1955-1959)
Cuba (1959-1962)
Egipte, regne (1939-1945)
Egipte, regne (1945-1958)
Emirats Àrabs Units (pre 1970)
Eslovàquia (1940-1945)
Eslovàquia (1944)
Eslovènia (1991-1996)
Espanya, República (1936-1939)
Espanya. Exèrcit franquista
Estats Units d'Amèrica (1918-1919)
Estats Units d'Amèrica (1919-1941)
Estats Units d'Amèrica (1942-1943)
Estats Units d'Amèrica (1943)
Estats Units d'Amèrica (1943-1947)
Etiòpia (1946-1974)
Federació d'Aràbia del Sud (1962-1967)
Finlàndia (1934-1945)
França Lliure (1940-1944)
Haití (1964-1986)
Hongria, Rep. Soviètica (1919)
Hongria, regne (1938-1941)
Hongria, regne (1942-1945)
Hongria, Rep. Popular (1951-1990)
Hongria (1990-1991)
Iemen, regne (1957-1962)
Iemen del Nord (1962-1990)
Iemen del Sud (1968-1990)
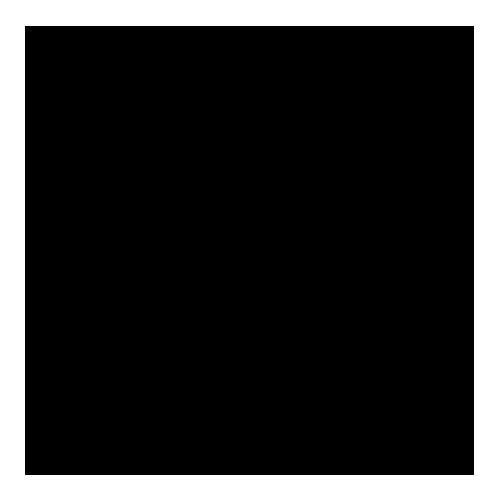
Imperi otomà (1914-1918)
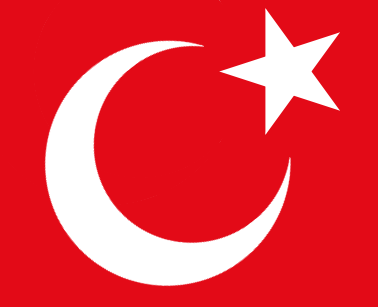
Imperi otomà. Servei aeri naval (1914-1916)
Índia (1943-1945)
Índia (1947-1950)
Indonèsia (1946-1949)
Iraq (1931-2003)
Irlanda (1939-1954)
Itàlia, regne. Regia Aeronautica (1923-1945)
Itàlia (1944-1945)
Iugoslàvia. Força Aèria Iugoslava (1945-1992)
Iugoslàvia, regne (1929–1941)
Iugoslàvia, Rep. Federal (1992-2003)
Kamputxea, Rep. Popular (1979-1989)
Katanga (1960–1963)
Laos, regne (1955-1975)
Letònia (1918-1940)
Letònia. Guàrdia Nacional (1993-2000)
Líbia, regne (1962-1969)
Líbia, República Àrab (1969-1977)
Líbia (1977-2011)
Líbia. Força Aèria Líbia Lliure (2011-2014)
Lituània (1919-1920)
Lituània (1920-1921)
Madagascar (1958-1975)
Malàisia (1963-1982)
Malta (1980-1988)
Manxukuo. Força Aèria Imperial (1937-1945)
Manxuoko. Transport aeri (1937-1945)
Moçambic (1975-2011)
Mongòlia, Rep. Popular (1949-1992)
Montenegro (2006-2018)
Nicaragua (ales) (1942-1979)
Nicaragua (fuselatge) (1942-1979)
Noruega (1914–1940)
Nova Zelanda (1943-1946)
Oman (1970-1985)
Països Baixos (1914-1921)
Països Baixos (1939-1940)
Polònia (1921-1993)
Portugal (1914-1918)
Regne Unit (1937–1942)
Regne Unit (1942–1947)
Regne Unit. Front Àsia-Pacífic (1942-1945)
República de l'Alt Volta (1964–1984)
República Àrab Unida (1958-1972)
Rhodèsia del sud (1947-1953)
Rhodèsia i Nyasalàndia (1953–1963)
Rhodèsia, República (1964-1970)
Rhodèsia, República (1970-1980)
Romania (1941-1944)
Romania, Rep. Socialista (1947-1985)
Rússia, imperi (1912-1917)
Rússia (19912-010)
Seychelles (1978)
Singapur (1968-1973)
Singapur (1973-1990)
Síria (1948-1958 i 1961-1963)
Síria (1963–1972)
Sud-àfrica (1958-1981)
Sud-àfrica (1982-2003)
Sri Lanka (1951–2010)
República Srpska (1992-2006) Variant 1
República Srpska (1992-2006) Variant 2
Sudan (1956–1970)
Suècia (1927-1937)
Suïssa (1914-1946)
Tailàndia (1941-1945)
Tanzània (1965-2010)
Tanzània (2010-2019)
Turquia (1918-1972)
Txecoslovàquia (1918-1920)
Unió de Repúbliques Socialistes Soviètiques (1922-1943)
Unió de Repúbliques Socialistes Soviètiques (1943-1991)
Uganda (1971–1980)
Unió Sud-africana (1927-1947)
Unió Sud-africana (1947-1958)
Venda (1979–1994)
Vietnam del Nord (1955–1965)
Vietnam del Sud. Força Aèrea (1956–1975)
Xina, República (1916–1920)
Xina, República (1920-1928)
Xina, Govern Nacionalista de Nanjing (1940-1945)
Xina, República (Taiwan) (1928–1991)
Xina, Rep. Popular (1946-1949)
Xina, Rep. Popular (1946-1949)
Xina, Rep. Popular (1946-1949)
Zaire (1972-1997)